# Запис орах под брдом (Ратаре)
Запис орах под брдом (Ратаре) се налази на парцели чији је власник Општина Параћин.

## Локација
| Општина             | Параћин                                                                     |
| Катастарска општина | Ратаре                                                                      |
| Потес               | Село                                                                        |
| Координате          | 43° 48′ 04″ С; 21° 24′ 37″ И / 43.801000000000002° С; 21.410399999999999° И |
| Надморска висина    | 132m                                                                        |

## Карактеристике
Дендрометријске вредности утврђене на терену и сателитским снимцима:
| Стабло                     | Орах |
| Висина стабла              | m    |
| Обим дебла                 | m    |
| Пречник крошње             | 12m  |
| Пречник дебла              | m    |
| Висина дебла до прве гране | m    |

## База записа
Запис је у оквиру Викимедија пројекта "Запис - Свето дрво" заведен под редним бројем 0523.